# Legge Rosato
La legge Rosato, dal nome del suo relatore Ettore Rosato, ufficialmente legge 3 novembre 2017, n. 165 e comunemente nota come Rosatellum bis o semplicemente Rosatellum, è una legge elettorale della Repubblica Italiana che disciplina l'elezione della Camera dei deputati e del Senato della Repubblica.
È stata approvata in via definitiva al Senato il 26 ottobre 2017 e sostituisce la precedente legge elettorale italiana del 2015, nota come Italicum (valida solo per la Camera dei deputati) e la previgente legge Calderoli, soprannominata Porcellum (in vigore per il Senato della Repubblica e non abrogata dall'Italicum), ambedue soggette a pronunce di parziale incostituzionalità da parte della Corte costituzionale. Ha visto la sua prima applicazione alle elezioni politiche del 4 marzo 2018.
Con il decreto legislativo 23 dicembre 2020, n. 177, i previgenti collegi elettorali sono stati aboliti e sostituiti da nuovi.

## Storia
Una precedente proposta di legge, sempre ideata dal parlamentare Ettore Rosato, si strutturava in modo quasi del tutto identico al modello poi approvato, se non per la differente proporzione tra la quota maggioritaria e quella proporzionale e per una diversa soglia di sbarramento.
La proposta, portata avanti congiuntamente da Partito Democratico e Lega Nord, si rifaceva direttamente al Mattarellum (anch'esso supportato dagli stessi due partiti come prima ipotesi di riforma del sistema elettorale a inizio 2017) ma fu poi abbandonata perché priva di un sostegno parlamentare sufficiente per approvarla, dato che Movimento 5 Stelle, Forza Italia e Alternativa Popolare la ritenevano eccessivamente sbilanciata verso il sistema maggioritario.
La legge venne infine approvata in via definitiva al Senato il 26 ottobre 2017 con il voto favorevole di Partito Democratico, Forza Italia, Lega Nord, Alternativa Popolare, Alleanza Liberalpopolare-Autonomie e altre formazioni minori. Le stesse forze parlamentari avevano approvato il provvedimento alla Camera, in prima lettura, il precedente 18 ottobre. Viene promulgata il successivo 3 novembre 2017. Sul provvedimento il governo del Primo Ministro Gentiloni impose alle camere il voto di fiducia, assecondando una richiesta della segreteria del Partito Democratico.
A seguito dell'entrata in vigore della legge costituzionale n. 19 ottobre 2020, n. 1, che ha ridotto il numero dei parlamentari, con il decreto legislativo 23 dicembre 2020, n. 177, i previgenti collegi elettorali sono stati sostituiti da nuovi, per adeguarli al numero dei parlamentari da eleggere, mentre le circoscrizioni sono rimaste invariate.

## Caratteristiche principali

### Formula elettorale
L'impianto della legge, identico a meno di dettagli alla Camera e al Senato, si configura come un sistema elettorale misto a separazione completa.
Per entrambe le camere:
- il 37% dei seggi (147 alla Camera e 74 al Senato) è assegnato con un sistema maggioritario a turno unico in altrettanti collegi uninominali: in ciascun collegio è eletto il candidato più votato, secondo il sistema noto come uninominale secco;
- il 61% dei seggi (rispettivamente 245 e 122) è ripartito proporzionalmente tra le coalizioni e le singole liste che abbiano superato le previste soglie di sbarramento nazionali; la ripartizione dei seggi è effettuata a livello nazionale per la Camera e a livello regionale per il Senato; a tale scopo sono istituiti collegi plurinominali nei quali le liste si presentano sotto forma di liste bloccate di candidati;
- il 2% dei seggi (8 deputati e 4 senatori) è destinato al voto degli italiani residenti all'estero e viene assegnato con un sistema proporzionale su 4 circoscrizioni che prevede il voto di preferenza.

### Coalizioni e soglie di sbarramento
La legge elettorale prevede che ogni lista presenti un proprio programma e dichiari un proprio capo politico nonché, eventualmente, l'apparentamento con una o più liste al fine di creare coalizioni: l'esistenza di una coalizione, che è unica a livello nazionale, vincola le liste coalizzate a presentare un solo candidato in ciascun collegio uninominale.
Sono previste diverse soglie di sbarramento, ossia percentuali di voti al di sotto delle quali non si viene ammessi alla ripartizione dei seggi nei collegi plurinominali:
- 3% dei voti ottenuti a livello nazionale; valida per le liste singole, sia alla Camera che al Senato[16];
- 20% dei voti ottenuti a livello regionale; valida, alternativamente e solo al Senato, per le liste singole;
- 20% dei voti ottenuti a livello regionale, o elezione di due candidati nei collegi uninominali; valida, alternativamente, per le liste rappresentative di minoranze linguistiche riconosciute presentate esclusivamente nelle regioni a statuto speciale in cui sia prevista una particolare tutela di tali minoranze;
- 10% dei voti ottenuti a livello nazionale; valida per le coalizioni, purché comprendano almeno una lista che abbia superato una delle altre tre soglie previste.

Alla determinazione della cifra elettorale di coalizione (e dunque all'eventuale raggiungimento del 10%) non concorrono i voti espressi a favore delle liste collegate che non abbiano conseguito almeno l'1% dei voti a livello nazionale, oppure, solo per quanto riguarda il Senato, il 20% a livello regionale, oppure ancora, solo per quanto riguarda le liste rappresentative di minoranze linguistiche riconosciute presentate esclusivamente nelle regioni a statuto speciale in cui sia prevista una particolare tutela di tali minoranze, il 20% a livello regionale o l'elezione di due candidati nei collegi uninominali.
Le liste collegate in una coalizione che non raggiunga la soglia del 10% sono comunque ammesse al riparto dei seggi qualora abbiano superato, a seconda dei casi, almeno una delle altre soglie previste.

### Suddivisione del territorio
La legge stabilisce una nuova suddivisione del territorio nazionale in circoscrizioni: 20 per il Senato della Repubblica (coincidenti con le regioni come nelle precedenti leggi elettorali) e 28 per la Camera dei deputati (una in più in Lombardia rispetto alla legge elettorale precedente). Restano invece invariate le quattro ripartizioni della circoscrizione Estero.
A seguito dell'entrata in vigore della legge costituzionale n. 19 ottobre 2020, n. 1, in materia di riduzione del numero dei parlamentari (successiva a referendum costituzionale), con decreto legislativo 23 dicembre 2020, n. 177, i previgenti collegi elettorali sono stati aboliti e rimpiazzati da nuovi; le circoscrizioni sono invece rimaste invariate.

#### Circoscrizioni
Queste le 28 circoscrizioni della Camera e le 20 del Senato:
Camera dei deputati
1. Piemonte 1 (Torino);
2. Piemonte 2 (Cuneo, Alessandria, Asti, Novara, Vercelli, Biella e Verbano-Cusio-Ossola);
3. Lombardia 1 (Milano e Monza);
4. Lombardia 2 (Como, Sondrio, Varese e Lecco);
5. Lombardia 3 (Bergamo, Brescia);
6. Lombardia 4 (Pavia, Lodi, Cremona e Mantova);
7. Trentino-Alto Adige/Südtirol;
8. Veneto 1 (Venezia, Treviso e Belluno);
9. Veneto 2 (Padova, Verona, Vicenza e Rovigo);
10. Friuli-Venezia Giulia;
11. Liguria;
12. Emilia-Romagna;
13. Toscana;
14. Umbria;
15. Marche;
16. Lazio 1 (Roma);
17. Lazio 2 (Latina, Frosinone, Viterbo e Rieti);
18. Abruzzo;
19. Molise;
20. Campania 1 (Napoli);
21. Campania 2 (Avellino, Benevento, Caserta e Salerno);
22. Puglia;
23. Basilicata;
24. Calabria;
25. Sicilia 1 (Palermo, Agrigento, Caltanissetta e Trapani);
26. Sicilia 2 (Catania, Messina, Enna, Ragusa e Siracusa);
27. Sardegna;
28. Valle d'Aosta:
29. Estero (a sua volta suddivisa nelle ripartizioni Europa; America meridionale; America settentrionale e centrale; Africa, Asia, Oceania e Antartide).

Senato della Repubblica
1. Piemonte;
2. Valle d'Aosta;
3. Lombardia;
4. Trentino-Alto Adige/Südtirol;
5. Veneto;
6. Friuli-Venezia Giulia;
7. Liguria;
8. Emilia-Romagna;
9. Toscana;
10. Umbria;
11. Marche;
12. Lazio;
13. Abruzzo;
14. Molise;
15. Campania;
16. Puglia;
17. Basilicata;
18. Calabria;
19. Sicilia;
20. Sardegna;
21. Estero (a sua volta suddivisa nelle ripartizioni Europa; America meridionale; America settentrionale e centrale; Africa, Asia, Oceania e Antartide).

#### Collegi

I collegi elettorali uninominali e plurinominali per l'elezione della Camera dei deputati.

Ciascuna circoscrizione è a sua volta suddivisa in collegi uninominali ed in collegi plurinominali:
- per il Senato della Repubblica sono previsti, ripartiti nelle venti circoscrizioni senatoriali proporzionalmente alla popolazione di ciascuna, sulla base dell'ultimo censimento generale: 
  - 74 collegi uninominali (comprensivi di 1 collegio uninominale in Valle d'Aosta e in Molise e 6 collegi uninominali in Trentino-Alto Adige).[19]
  - I 26 restanti collegi sono plurinominali e vengono costituiti mediante aggregazione di collegi uninominali contigui in modo tale da esprimere un numero di seggi non inferiore a due e non superiore a otto.
- per la Camera dei deputati sono previsti – ripartiti nelle ventotto circoscrizioni proporzionalmente alla popolazione di ciascuna, sulla base dell'ultimo censimento generale:
  - 147 collegi uninominali (comprensivi di 1 collegio uninominale in Valle d'Aosta, 2 in Molise e 6 in Trentino Alto-Adige).[19]
  - I 49 restanti collegi sono plurinominali e sono costituiti, di norma, dall'aggregazione del territorio di collegi uninominali contigui e tali che a ciascuno di essi sia assegnato, di norma, un numero di seggi non inferiore a tre e non superiore a otto.

La determinazione dei collegi, uninominali e plurinominali è oggetto di delega legislativa da attuarsi entro 30 giorni dall'entrata in vigore della legge secondo alcuni criteri fissi: popolazione omogenea (lo scostamento non può superare il 20%), omogeneità del tessuto economico e sociale di riferimento, tendenziale mantenimento dell'unità comunale (salvo le grandi città), infine in alcune circoscrizioni (ossia Umbria, Molise e Basilicata) è costituito un unico collegio plurinominale, comprensivo di tutti i collegi uninominali della medesima circoscrizione. Il Trentino Alto-Adige dispone, solamente per la Camera, di un solo collegio plurinominale coincidente con il territorio della regione. La Valle d'Aosta non dispone di collegi plurinominali.

I collegi elettorali uninominali e plurinominali per l'elezione del Senato della Repubblica

Il Governo si avvale di una commissione composta dal presidente dell'ISTAT e da dieci esperti in materia elettorale; il termine per il parere parlamentare da parte delle commissioni competenti per materia è di 15 giorni (dalla data di trasmissione da parte del Governo).

### Liste corte bloccate
I partiti o i gruppi politici organizzati possono presentarsi (così alla Camera come al Senato) come lista singola o in coalizione unica a livello nazionale.
I partiti in coalizione presentano candidati unitari nei collegi uninominali (specifica previsione è posta per i partiti o i gruppi politici organizzati rappresentativi di minoranze linguistiche).
Nei collegi plurinominali ciascuna lista è composta da un elenco di candidati, presentati secondo un determinato ordine numerico: il numero dei candidati della lista non può essere inferiore alla metà, con arrotondamento all'unità superiore, dei seggi assegnati al collegio plurinominale (e comunque non inferiore a 2), né può essere superiore al limite massimo di seggi assegnati al collegio plurinominale (e comunque non superiore a 4). In tal modo, con l'intento di superare le censure della Corte costituzionale alla legge Calderoli si prevede che i candidati nei collegi plurinominali proporzionali siano di fatto indicati in liste corte (appunto tra i 2 e i 4 nominativi) in modo da essere singolarmente riconoscibili dall'elettore.
Non è prevista l'espressione di voti di preferenza, cosicché nei collegi plurinominali, determinato il numero degli eletti che spettano a ciascuna lista, i candidati vengono eletti secondo l'ordine fissato al momento della presentazione della lista stessa.

### Sottoscrizioni e obblighi di trasparenza
Ciascuna lista deve presentare candidature in almeno due terzi dei collegi plurinominali della circoscrizione, a pena di inammissibilità; in sede di presentazione della lista, sono indicati tutti i candidati nei collegi uninominali compresi nel collegio plurinominale.
Ciascuna lista è tenuta a presentare candidature in tutti i collegi uninominali del collegio plurinominale, a pena di inammissibilità: la lista – sia alla Camera sia al Senato – deve essere sottoscritta da almeno 1.500 e da non più di 2.000 elettori iscritti nelle liste elettorali di Comuni compresi nel medesimo collegio plurinominale (o elettori iscritti nelle sezioni elettorali del collegio plurinominale, nel caso esso sia compreso in un unico Comune). L'articolo 6 dispone il dimezzamento delle sottoscrizioni (da 750 a 1.000) per le prime elezioni successive all'entrata in vigore della legge.
Ciascun partito o gruppo politico organizzato che intenda presentarsi alle elezioni – sia alla Camera sia al Senato – è tenuto, nei termini previsti, a depositare il proprio simbolo e statuto e deve indicare la propria denominazione presso il Ministero dell'interno (il quale è tenuto a mettere a disposizione sul proprio sito internet il facsimile dei moduli per il deposito delle liste e degli altri documenti necessari).
Contestualmente al deposito del contrassegno, deve essere altresì depositato il programma elettorale, nel quale viene dichiarato il nome e cognome della persona indicata come capo della forza politica.

### Pluricandidature e quote di genere
La legge prevede la possibilità di candidarsi in più collegi plurinominali, fino a cinque, eventualmente in congiunzione alla candidatura in un collegio uninominale. Il candidato eletto in un collegio uninominale e in uno o più collegi plurinominali si intende eletto nel collegio uninominale. Il candidato eletto in più collegi plurinominali è proclamato eletto nel collegio nel quale la lista cui appartiene abbia ottenuto la minore percentuale di voti validi, rispetto al totale dei voti validi del collegio.
Per favorire la rappresentanza di uomini e donne, nei collegi plurinominali l'elenco dei candidati di ciascuna lista deve seguire l'alternanza di genere ed inoltre nel complesso dei collegi uninominali e nelle posizioni di capolista nei collegi plurinominali i candidati di ciascun genere devono essere compresi tra il 40% e il 60% del totale (a livello nazionale per la Camera, a livello regionale per il Senato).

### Modalità di espressione del voto
La scheda elettorale, unica per la quota maggioritaria e proporzionale, ricorda, almeno graficamente, quella usata per le elezioni amministrative nei comuni oltre i 15.000 abitanti.
L'elettore potrà esprimere il proprio voto in tre modi differenti:
- tracciando un segno sul simbolo di una lista: in questo caso il voto si estende al candidato nel collegio uninominale che quella lista sostiene;
- tracciando un segno sul simbolo di una lista e sul nome del candidato del collegio uninominale da questa sostenuto: il risultato è uguale in pratica a quello descritto sopra;
- tracciando un segno solo sul nome del candidato del collegio uninominale (senza indicare alcuna lista): in questo caso, il voto vale per il candidato nel collegio e inoltre si estende in automatico alla lista che lo sostiene. Se quel candidato è però collegato a più liste (in coalizione), il voto viene diviso proporzionalmente tra queste, in base ai voti che ognuna ha complessivamente ottenuto nel singolo collegio in questione.

Non è inoltre ammesso, pena l'annullamento della scheda, il voto disgiunto: l'elettore non potrà quindi votare contemporaneamente per un candidato di un collegio e, nel proporzionale, per una lista a lui non collegata.

### Assegnazione dei seggi
Nei collegi uninominali, il seggio è assegnato al candidato che consegua il maggior numero di voti validi; in caso di parità, è eletto il più giovane per età.
Per i collegi plurinominali le operazioni sono più complesse e possono essere riassunte come segue:
- si verifica che la lista o la coalizione di liste apparentate abbiano superato le soglie di sbarramento per accedere all'assegnazione di seggi; per le coalizioni occorre considerare che non sono computati i voti di quelle liste che non abbiano ottenuto, a livello nazionale (salvo le minoranze linguistiche), almeno l'1% dei voti validamente espressi.
- si determina il quoziente elettorale dividendo il totale delle cifre elettorali (ovvero il totale dei voti espressi per le liste o dei voti trasferiti dai candidati nei collegi uninominali alle liste collegate) per il numero dei seggi da assegnare (l'operazione si svolge a livello nazionale per la Camera e a livello regionale per il Senato).
- si divide la cifra elettorale di ciascuna coalizione o singola lista non collegata per il quoziente elettorale, il risultato così ottenuto (preso per intero, senza decimali) corrisponde al numero di seggi da assegnare alla coalizione o alla singola lista non collegata.
- i seggi che ancora rimangano da assegnare sono attribuiti alle coalizioni o singole liste che dispongano dei maggiori resti (secondo l'ordine decrescente dei medesimi).
- i seggi così attribuiti alle coalizioni vengono ripartiti con lo stesso procedimento fra le liste collegate che hanno superato la soglia di sbarramento.[30]

Nel caso d'esaurimento della lista presentata nel collegio plurinominale, cioè nel caso in cui i seggi da assegnare sono superiori ai nominativi inclusi nella lista, si attinge prima ai candidati presentati in altre circoscrizioni plurinominali, poi ai migliori perdenti nel collegio uninominale di riferimento o della circoscrizione stessa.
Nel caso in cui un seggio rimanga vacante in un collegio plurinominale, il seggio viene attribuito al candidato primo dei non eletti secondo l'ordine di presentazione, ovvero secondo le modalità precedenti, nel caso l'elenco sia esaurito. Per i seggi vacanti nei collegi uninominali si procede ad una elezione suppletiva.

### Voto all'estero
Europa
     America meridionale
     America settentrionale e centrale
     Africa, Asia, Oceania e Antartide

Ripartizioni della circoscrizione Estero:
Europa
America meridionale
America settentrionale e centrale
Africa, Asia, Oceania e Antartide

La modalità di voto per corrispondenza nella circoscrizione Estero è rimasta invariata (così come sono rimaste invariate le criticità del meccanismo di voto), ma sono state apportate le seguenti modifiche alla legge Tremaglia, riguardanti principalmente alcuni criteri per le candidature, al fine di omogeneizzare il sistema: 
- gli elettori residenti in Italia possono essere candidati in una sola ripartizione della circoscrizione Estero (e, in tale caso, in base al novellato articolo 19 del D.P.R. n. 361 del 1957, non è possibile essere contestualmente candidati in alcun collegio del territorio nazionale);
- gli elettori residenti all'estero possono, a loro volta, essere candidati solo nella ripartizione di residenza della circoscrizione Estero;
- non possono essere candidati nella circoscrizione Estero gli elettori che nei 5 anni precedenti la data delle elezioni ricoprano o abbiano ricoperto cariche di governo o cariche politiche elettive a qualsiasi livello o incarichi nella magistratura o cariche nelle forze armate in un Paese della circoscrizione Estero;
- sono anticipati a 32 giorni i termini entro i quali un cittadino residente all'estero può scegliere di votare per corrispondenza oppure per recarsi al relativo seggio in Italia.

Infine, nella circoscrizione Estero permane il voto di preferenza, escluso per l'elezione degli altri parlamentari nazionali.

## Rappresentazione grafica
Rappresentazione grafica della distribuzione dei seggi di Camera dei deputati e Senato della Repubblica, prima e dopo il referendum costituzionale del 2020 sul taglio dei parlamentari.
| Camera dei deputati | Camera dei deputati                      | Camera dei deputati | Camera dei deputati | Senato della Repubblica | Senato della Repubblica                  | Senato della Repubblica | Senato della Repubblica |
|                     |                                          |                     |                     |                         |                                          |                         |                         |
| Metodo di elezione  | Metodo di elezione                       | Seggi               | Perc.               | Metodo di elezione      | Metodo di elezione                       | Seggi                   | Perc.                   |
|                     | Maggioritario a turno unico              | 232                 | 37%                 |                         | Maggioritario a turno unico              | 116                     | 37%                     |
|                     | Proporzionale (con sbarramento al 3%)    | 386                 | 61%                 |                         | Proporzionale (con sbarramento al 3%)    | 193                     | 61%                     |
|                     | Voto degli italiani residenti all'estero | 12                  | 2%                  |                         | Voto degli italiani residenti all'estero | 6                       | 2%                      |

| Camera dei deputati | Camera dei deputati                      | Camera dei deputati | Camera dei deputati | Senato della Repubblica | Senato della Repubblica                  | Senato della Repubblica | Senato della Repubblica |
|                     |                                          |                     |                     |                         |                                          |                         |                         |
| Metodo di elezione  | Metodo di elezione                       | Seggi               | Perc.               | Metodo di elezione      | Metodo di elezione                       | Seggi                   | Perc.                   |
|                     | Maggioritario a turno unico              | 147                 | 37%                 |                         | Maggioritario a turno unico              | 74                      | 37%                     |
|                     | Proporzionale (con sbarramento al 3%)    | 245                 | 61%                 |                         | Proporzionale (con sbarramento al 3%)    | 122                     | 61%                     |
|                     | Voto degli italiani residenti all'estero | 8                   | 2%                  |                         | Voto degli italiani residenti all'estero | 4                       | 2%                      |

## Prima applicazione
All'indomani delle elezioni politiche in Italia del 2018 (prima applicazione della legge), lo studioso di scienze elettorali Roberto D'Alimonte ha commentato: «in occasione delle ultime elezioni la disproporzionalità generata dai collegi uninominali è stata complessivamente limitata perché la distorsione a favore del centro-destra nei collegi uninominali del Nord è stata "compensata" dalla distorsione a favore del M5S nei collegi del Sud. Ma non è detto che vada sempre così».